# Rekettyő

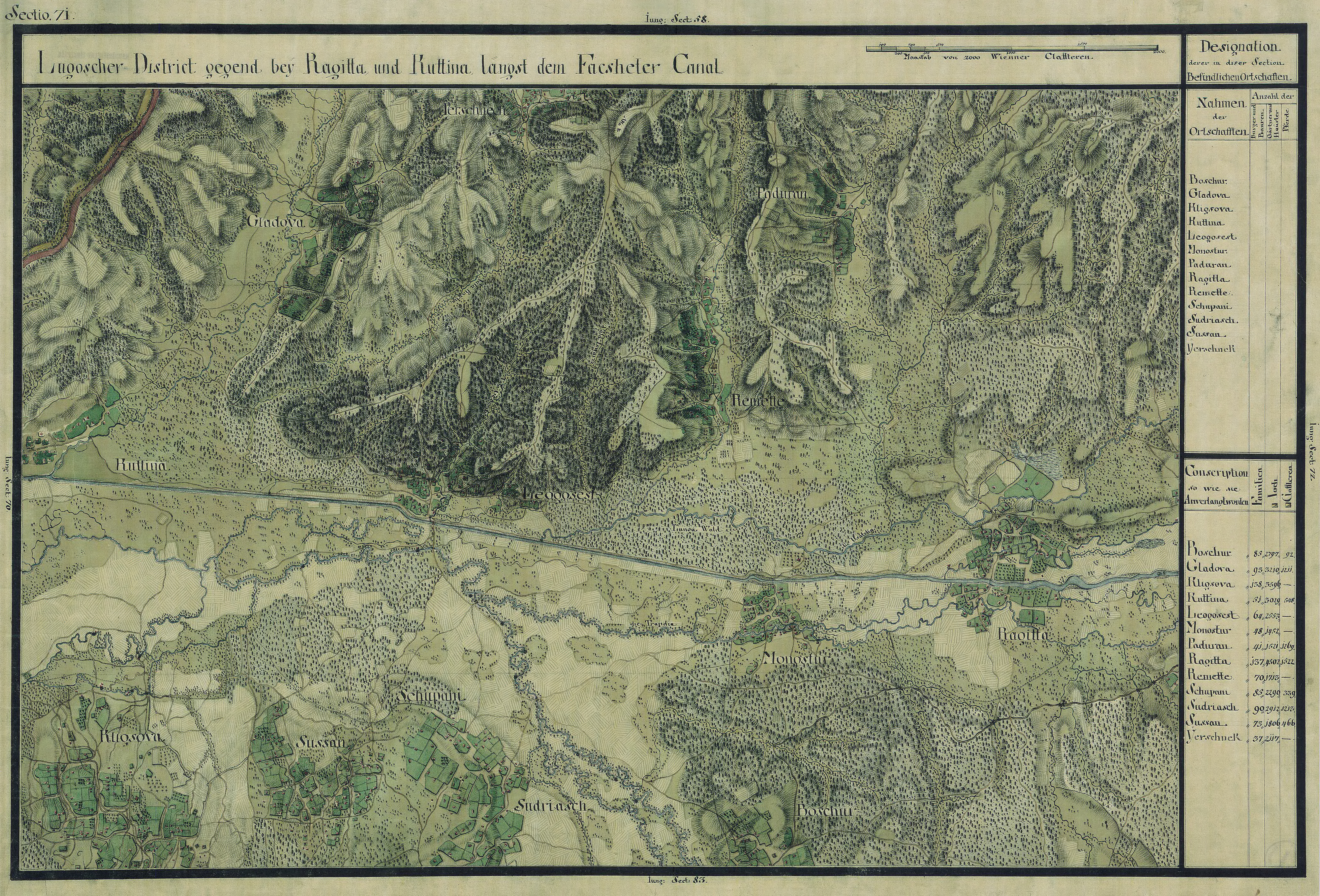
Rekettyő egy régi térképen

Rekettyő románul: Răchita, falu Romániában, a Bánságban, Temes megyében.

## Fekvése
Újmoldovától északra fekvő település.

## Története
Rekettyő nevét már 1393-ban említette oklevél Reketyes néven (Ortvay, I. 233). 1453-ban Reketyew, 1454-ben Rekethyew, 1518-ban Rekethés, 1690-1700 között Rekita, 1808-ban Rakitta, 1888-ban Rakitta (Rakita), 1913-ban Rekettyő néven említették.
1851-ben Fényes Elek írta a településről: „Rakita, Krassó vármegyében Határa 4422 hold, ... Lakja 1063 óhitű, anyatemplommal. Bírja a kamara.”
A trianoni békeszerződés előtt Krassó-Szörény vármegye Bégai járásához tartozott.
1910-ben 1637 lakosa volt. Ebből 1599 román, 9 magyar volt, melyből 1622 volt görögkeleti ortodox.